# Economía de Valladolid

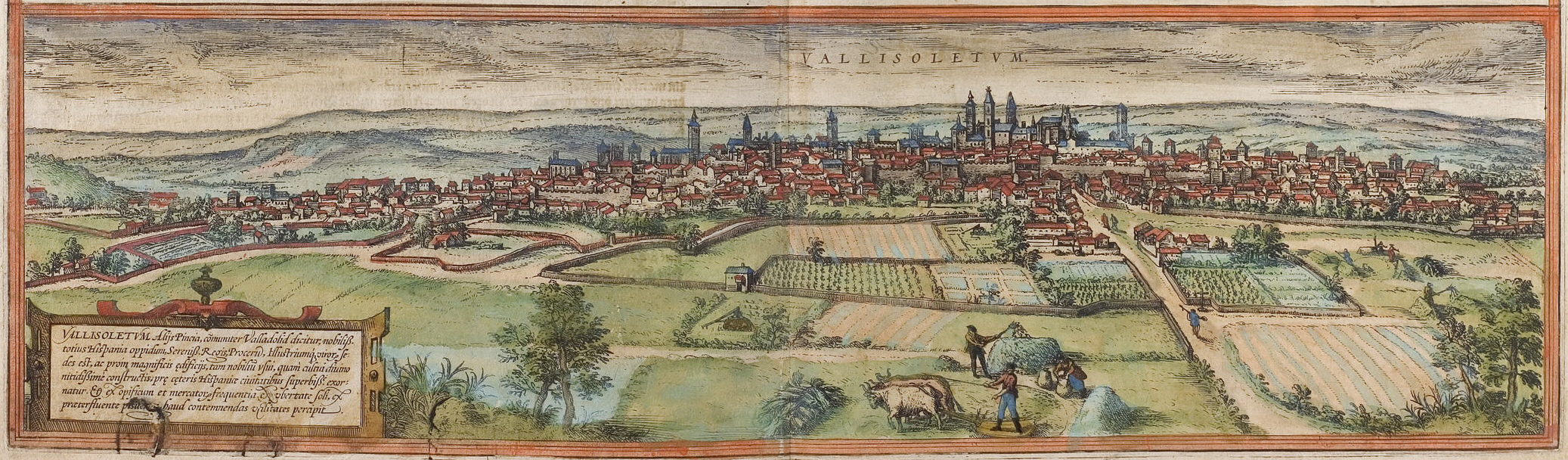
La actividad agraria del Valladolid del se refleja en este grabado realizado en 1574 por Braun y Hogenberg.

La economía de Valladolid en su origen se sustentaba en la agricultura, la actividad de los antiguos gremios y las ferias de distinto carácter que se celebraban en la ciudad. No obstante, a partir de la década de 1950 Valladolid experimenta un importante cambio debido a la instalación de FASA-Renault y empresas automovilísticas auxiliares y de otros sectores (Endasa, Nicas) que han convertido en la actualidad a Valladolid en un importante centro industrial de Castilla y León.

## Historia económica
Tras su fundación y una vez el valle se vio libre de los embates de Almanzor, la ciudad comenzó a expandirse. A finales del siglo XI comenzaron a aparecer una gran variedad de barrios de carácter gremial que fueron estableciéndose en distintas zonas abriéndose calles bajo la influencia directa de la cuestión económica. Por estas fechas, se celebraban en Valladolid ferias de periodicidad anual a las que habitualmente concurrían hombres de negocio de diversos lugares. 

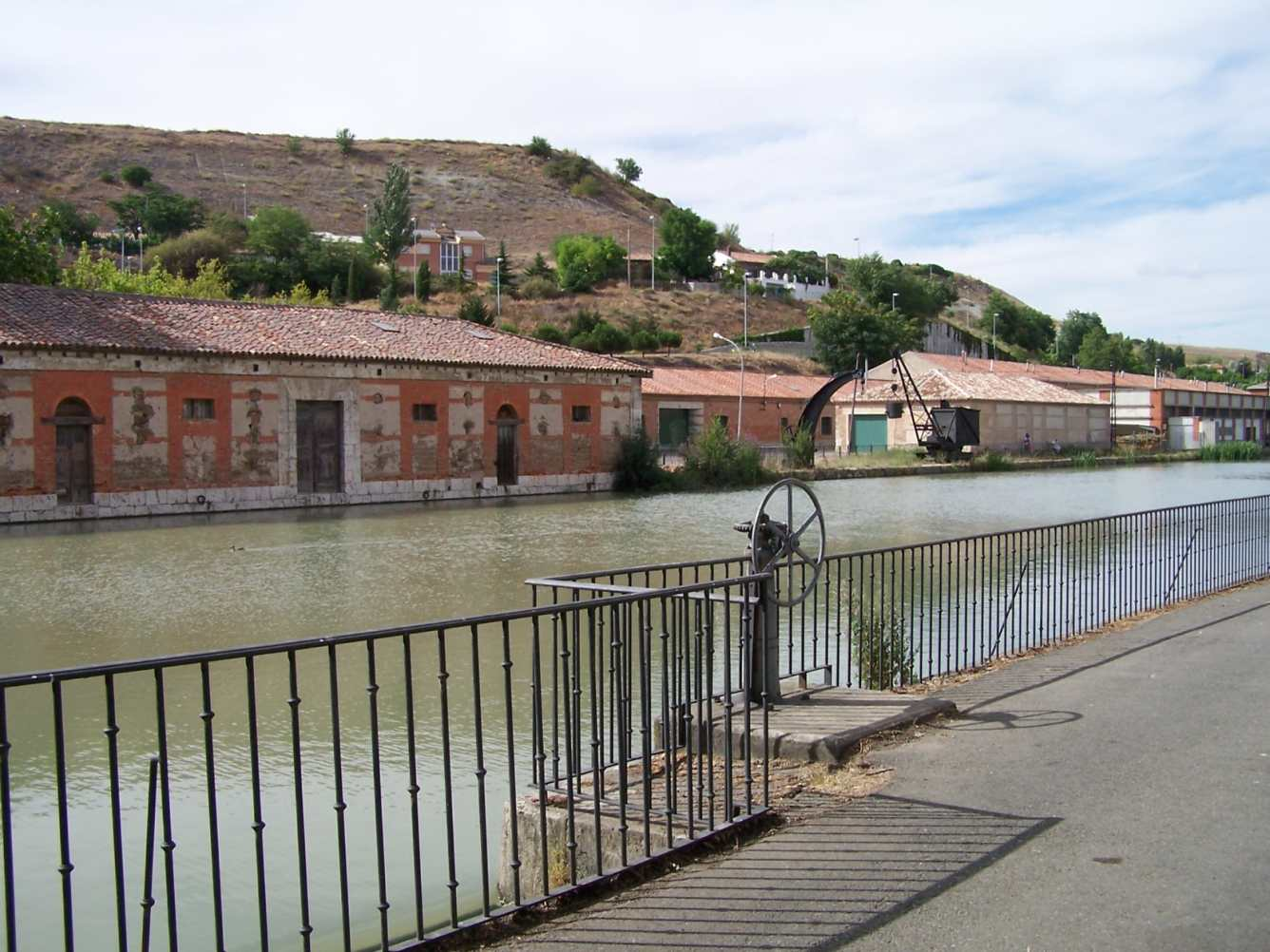
Canal de Castilla, dársena del Canal de Castilla de Valladolid.

En los inicios del siglo XIV atraídos fundamentalmente por el bullicio comercial, la próspera actividad agrícola y la cada vez más frecuente atención que en la Villa polarizaba la Corte atrajo hacia Valladolid a gentes venidas no solo de territorios hispánicos (Asturias, Galicia, Vizcaya...), sino también de otros países y gentes de ascendente cristiano, judío o mudéjar que compartían el mismo espacio geográfico. 
En el siglo XVI, la ciudad fue la capital del Reino, y en ella se centralizaron los principales órganos político-administrativos. A ello se sumó el hecho de que Felipe II poco antes de morir otorgó a Valladolid el título de ciudad y aunque mediado el siglo XVI se trasladó la capital a Madrid (hasta 1601), Valladolid siguió conociendo un momento de gran esplendor económico. 
A partir de la definitiva marcha de la Corte desde aquí a Madrid, en tiempos de Felipe III (1607), la ciudad padeció en los siglos siguientes una etapa de cierta decadencia, apenas mitigada por los efectos de la Ilustración y protagonizada por un fuerte descenso demográfico y sobre todo una paulatina depresión económica.
Valladolid no experimentaría grandes cambios hasta la segunda mitad del siglo XIX, momento en el que renació con la ayuda de la industria harinera y el desarrollo de las comunicaciones que favorecieron el transporte de la producción y de las importaciones. La llegada del ferrocarril y el funcionamiento del Canal de Castilla, constituyeron la piedra angular de este despegue urbano.

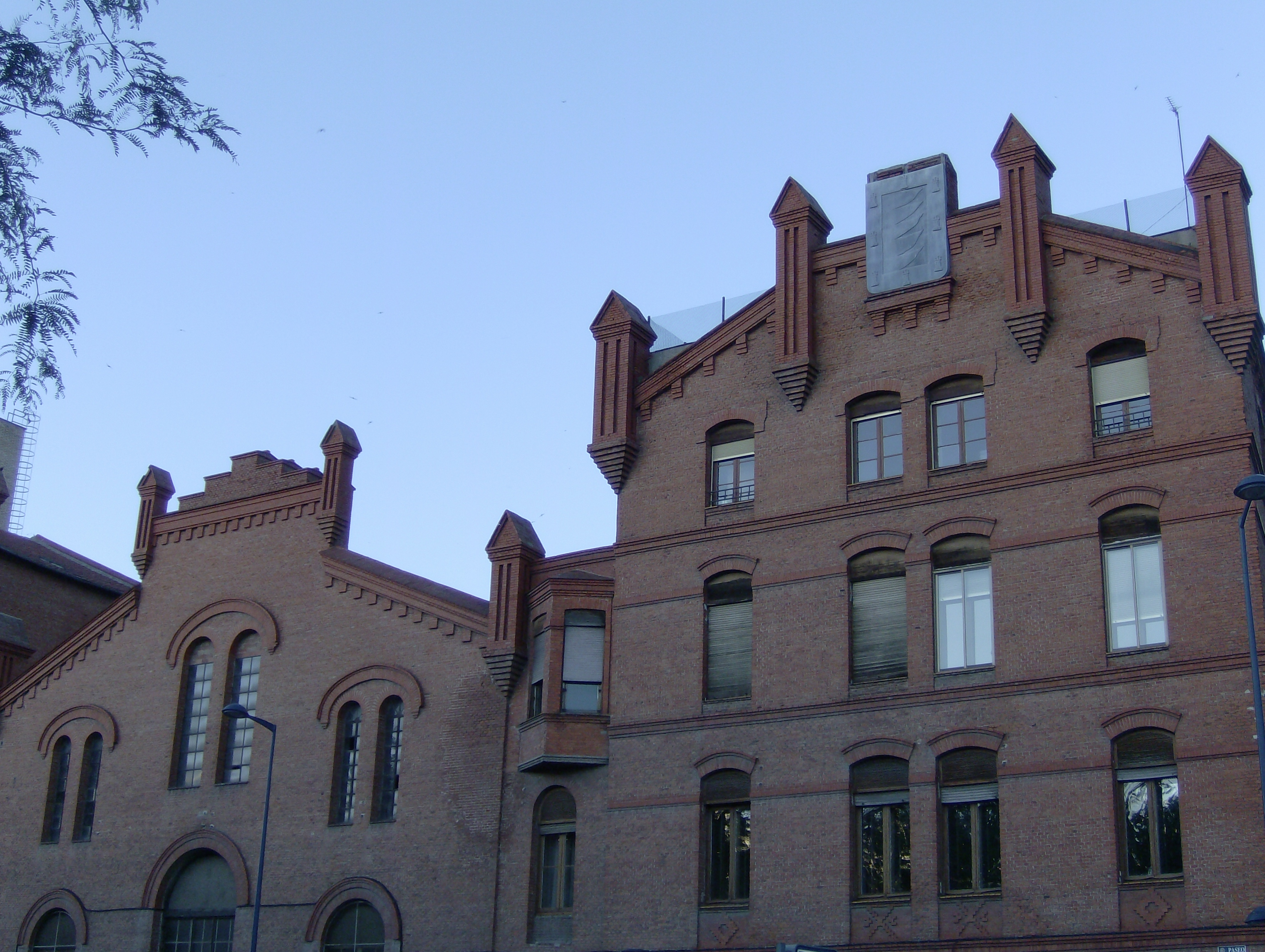
Edificio de la antigua electra popular vallisoletana.

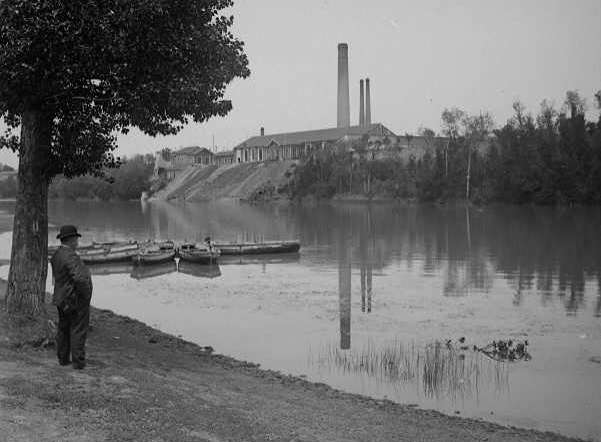
Fábrica de carburadores IRZ (Isidro Rodríguez Zarracina) desde las aceñas.

El Canal de Castilla se antojaba como el gran remedio a los males existentes en las comunicaciones de la meseta norte castellana. Las barcazas utilizadas en el Canal, iban a servir para subir la harina molida en Valladolid hasta la cornisa cantábrica, para vender parte de ella en Santander y el resto, exportarlo desde su puerto a toda Europa. 
La fiebre de la harina llegó hasta tal punto, que los encargados de cargar las barcazas en la dársena del Barrio de La Victoria, lo hacían hasta los topes, provocando que muchas veces, la barca tuviera que ser remolcada por mulos que caminaban por el cauce del canal, muchas veces, ahogándose.
La bonanza que vivía la ciudad, explicaba el uso de la frase: "Agua, sol, y guerra en Sebastopol", ya que la harina que daba una mayor competencia en Europa a la harina castellana, era la harina del grano molido en el sur de Ucrania.
La industria harinera castellana se había puesto en marcha, y los nuevos burgueses de la ciudad, acogieron con entusiasmo la llegada del ferrocarril a la ciudad, lo que provocó el abandono del Canal, que pronto quedó desfasado para las necesidades de la zona.
Ya en el siglo XX, la década de los 50 abrió la espita de un potente desarrollo industrial en torno, fundamentalmente, a la fabricación de automóviles (FASA-Renault) y de otros sectores (Endasa, NICAS...) y también comercial como consecuencia de lo anterior. El nombramiento de Valladolid como "polo de desarrollo" en 1964 impulsó significativamente la industria y la economía. En la actualidad, la industria vallisoletana continua fundamentalmente ligada a la industria del automóvil. En paralelo con esa producción de gran escala, varios polígonos urbanizados albergan a pequeñas y medianas empresas dedicadas a suministros de todo tipo para el mercado español. El comercio es otra de las grandes fuentes económicas de la ciudad, que debido a esa secular tradición cuenta desde 1965 con una Feria Internacional de Muestras para exhibir las constantes innovaciones en el sector.

## Estructura productiva
(Nota: Las siguientes estadísticas toman datos hasta el 18/12/2009)

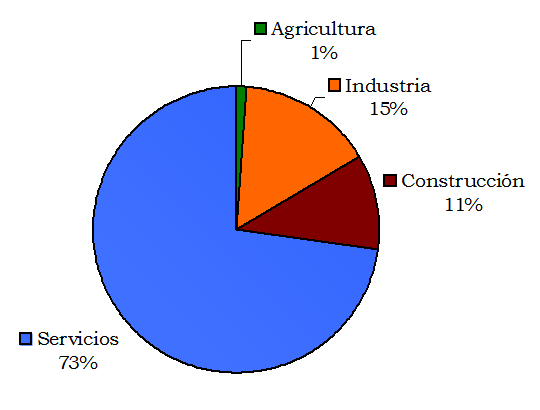
Ocupación laboral por sectores productivos.

El sector que mayor número de puestos de trabajo genera es el sector servicios; que da trabajo a 104.168 personas, lo que representa el 72,7% de los trabajadores afiliados a la Seguridad Social.
A continuación se sitúan el sector de la industria y la construcción: 22.013 personas están afiliadas a centros de trabajo industriales y 15.710 encuentran trabajo en el sector de la construcción. Esto representa el 15,4% y el 11,0% del total de trabajadores. Por último el sector primario da empleo a 1.491, apenas el 1% del total.
Del total de 143.382 trabajadores ocupados a fecha de 31 de marzo de 2006, 124.245 trabajan por cuenta ajena mientras que el resto, 19.137 personas, son autónomos.
Finalmente, respecto a la distribución de los centros de trabajo en Valladolid, el 82,5% corresponde a empresas del sector terciario, el 6,0% a centros industriales, el 10,3% a empresas de la construcción y el 1,2% a centros agrarios.

### Relación especial Valladolid-Francia
El principal socio comercial de la provincia vallisoletana es Francia. En el año 2014  Francia fue el principal destino de las exportaciones vallisoletanas (1.758 de los 5.465 millones de euros totales) y el primer inversor en Valladolid con mucha diferencia (4.518 de los 8.252 millones de euros totales). Esta relación económica estrecha se remonta al siglo XIX cuando se inicia la industrialización de Valladolid y numerosos empresarios franceses deciden invertir en diversas industrias como la metalurgia, el ferrocarril o la harinera (como curiosidad, Miguel Delibes tuvo un antepasado francés que vino a trabajar en el ferrocarril y el apellido Delibes es de origen occitano-francés y provenía de Toulouse).
Como resumen, el hispanista francés Jean-Charles Davillier en su libro "Viaje por España" publicado en 1873 describe su llegada a Valladolid en 1862 como:

"La llegada a Valladolid produce en el viajero una impresión a la cual no está habituado en España. Por todos lados se alzan las altas chimeneas de ladrillo de numerosas fábricas que oscurecen el cielo con su negro humo. Uno se encuentra en una ciudad activa y laboriosa. Después de Barcelona, Valladolid es la ciudad más industrial de la Península".

Pero cuando más se intensifican las relaciones es a partir de la segunda mitad del siglo XX. La licencia que otorga en 1951 el fabricante francés de automóviles Renault a FASA provocó una gran industrialización y la atracción de otras empresas francesas como Michelín o Isorel. En 1975 el sector del material de transporte llegaba así a representar hasta el 54,4% del VAB y el 45% del empleo de la industria vallisoletana. Por eso la fuerte relación empresarial con el capital francés hace que la burguesía vallisoletana sea probablemente la más francófila del país.

## Sectores productivos

### Sector primario
La producción agrícola en Valladolid es muy minoritaria, en los últimos años se observa un desplazamiento de las actividades agrarias a municipios del alfoz.
El tipo de cultivo predominante en Valladolid es de secano, debido al clima y a las no muy abundantes lluvias. No obstante las técnicas de regadío combinadas con las nuevas tecnologías para el campo están obteniendo un importante empuje, con una alta productividad.
Valladolid dispone de una superficie agrícola de 19.597,6 hectáreas. La mayor parte de estas tierras, el 51,46 del total (que representan 10.085,9 hectáreas), se dedican a cultivos herbáceos; tierras arables y huertas fundamentalmente.
La agricultura vallisoletana se dedica fundamentalmente a la producción de trigo, cebada y remolacha azucarera. En la ciudad aún permanecen vestigios de las industrias que aprovechaban estos cultivos: la fábrica de harinas "La Perla" o la fábrica de cervezas "Cruzblanca", son ejemplos de ello.

### Sector secundario

#### Sectores predominantes

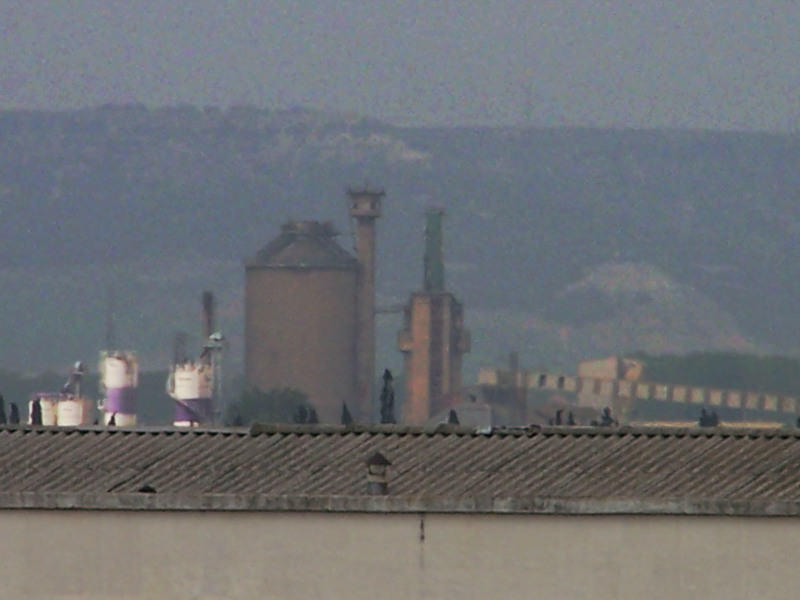
Antigua fábrica de NICAS en Valladolid.

La industria predominante de la ciudad corresponde a los sectores derivados de las actividades agrarias, metalúrgica, la industria del automóvil, químicas, de la construcción, artes gráficas, talleres de Renfe, etc.
En definitiva, las industrias manufactureras son las que más empleo generan; el 55,6% de los empleados del sector secundario trabajan en este tipo de cetros de producción. A continuación se encuentra el sector de la construcción, también con un peso importante, que da trabajo a 15.710 personas.

#### Sector de automoción

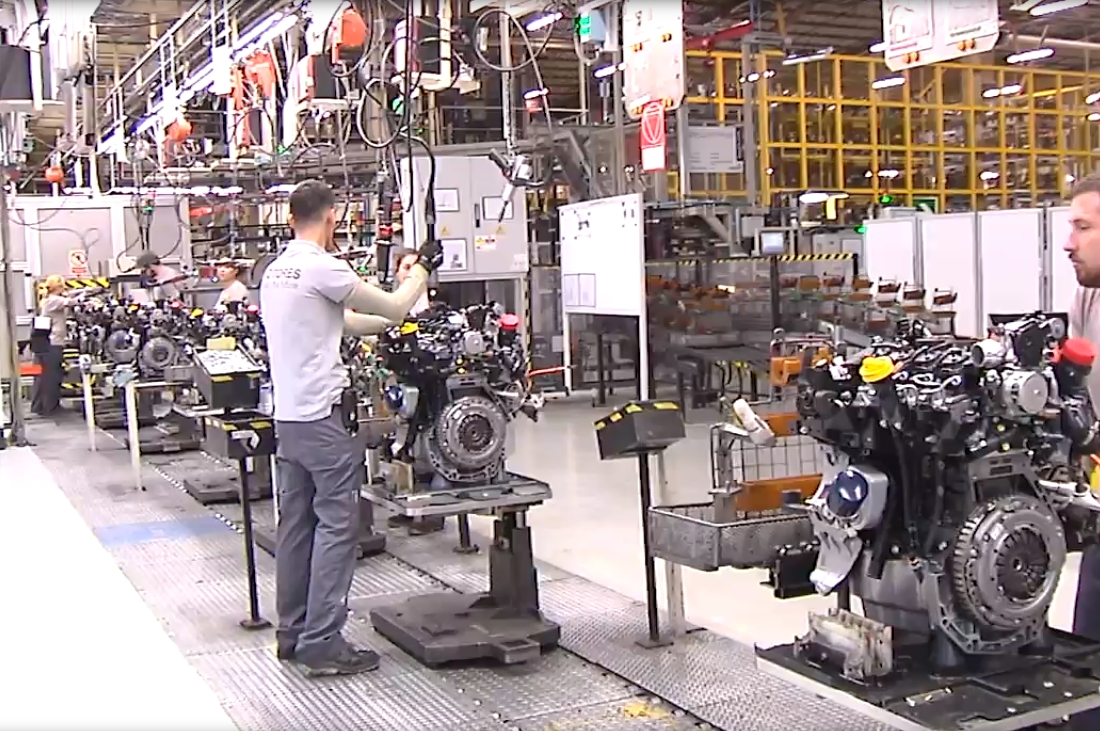
Factoría de Renault en Valladolid

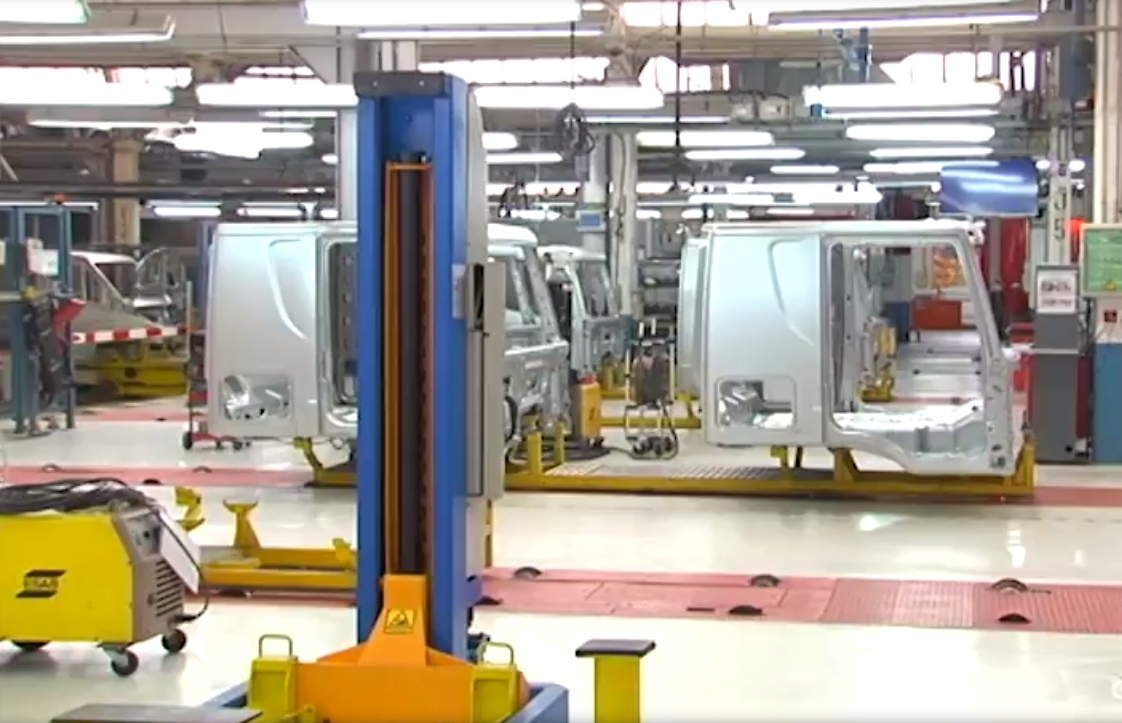
Planta de IVECO Valladolid

La economía de Valladolid está muy ligada al sector del automóvil, centrada en torno a las fábricas de motores y montaje de Renault-España (anteriormente FASA-Renault), en la última de las cuales se fabrican los modelos Captur y Twizy.
La factoría de camiones ligeros del grupo Iveco (anteriormente Pegaso) es la otra gran fábrica del sector de automoción en Valladolid.
A su vez, un grupo importante de industrias del sector auxiliar de la automoción está establecido en la ciudad, como Michelin (fabricación de neumáticos) o Faurecia (asientos y exteriores de automóvil, anteriormente Plastal). Fuera del término municipal pero dentro del área metropolitona se encuentra la factoría de asientos de Johnson Controls (ubicada en Mojados).

#### Otros sectores industriales
Tras el sector de automoción, destaca el sector de procesamiento agroalimentario. Entre las compañías de capital local destacan Acor (elaboración de azúcar), Queserías Entrepinares y grupo Helios (principalmente fabricación de mermeladas, asentada en Arroyo de la Encomienda). Entre las multinacionales asentadas en Valladolid, se puede mencionar Cadbury (fabricación de caramelos de gelatina, propiedad del grupo Mondelēz International; anteriormente Cadbury Dulciora), Central Lechera Vallisoletana (productor de la marca Lauki, propiedad del grupo Lactalis), el fabricante de levaduras Panibérica de Levaduras, perteneciente al grupo francés Lesaffre y la planta de fabricación de piensos animales de la empresa irlandesa CD Foods. 

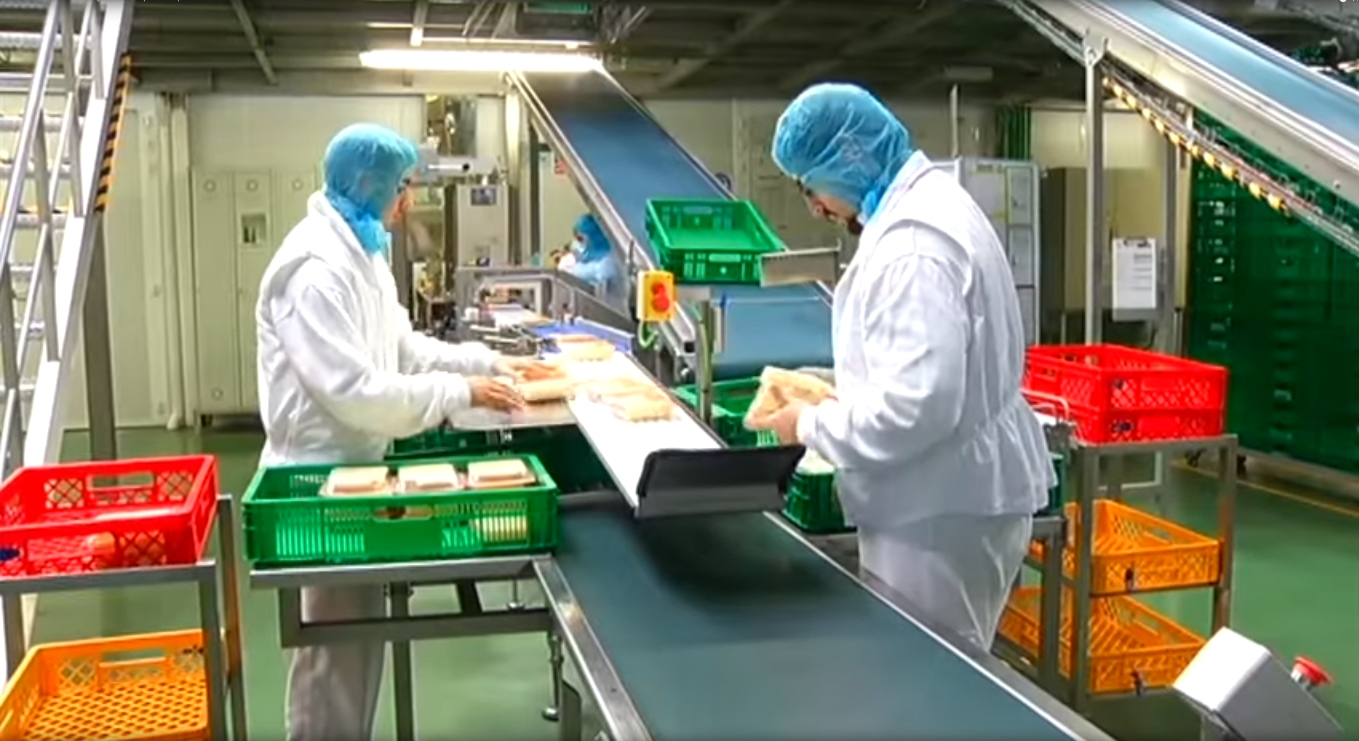
Centro logístico de la empresa Entrepinares en el polígono «Las Arenas» de Valladolid

En el sector metalúrgico las principales empresas son Lingotes Especiales (fundición gris y fundición esferoidal, principalmente destinados al sector de automoción) y Saeta die Casting (fundición de aluminio).
Philips Indal es otra de las empresas importantes del sector secundario en Valladolid, dedicada a la producción de LEDs y farolas.
El sector farmacéutico se encuentra presente a través del grupo farmacéutico Gadea (elaboración de hormonas esteroideas), de capital local y ubicado en el polígono industrial de Boecillo, ya fuera del término municipal de Valladolid.
Talleres de Renfe: el sector ferroviario tiene una presencia muy importante en Valladolid tanto en número de trabajadores como en instalaciones. Los nuevos talleres de Renfe ubicados en el páramo de San Isidro, al este de la ciudad, serán una realidad en 2016.

### Sector servicios

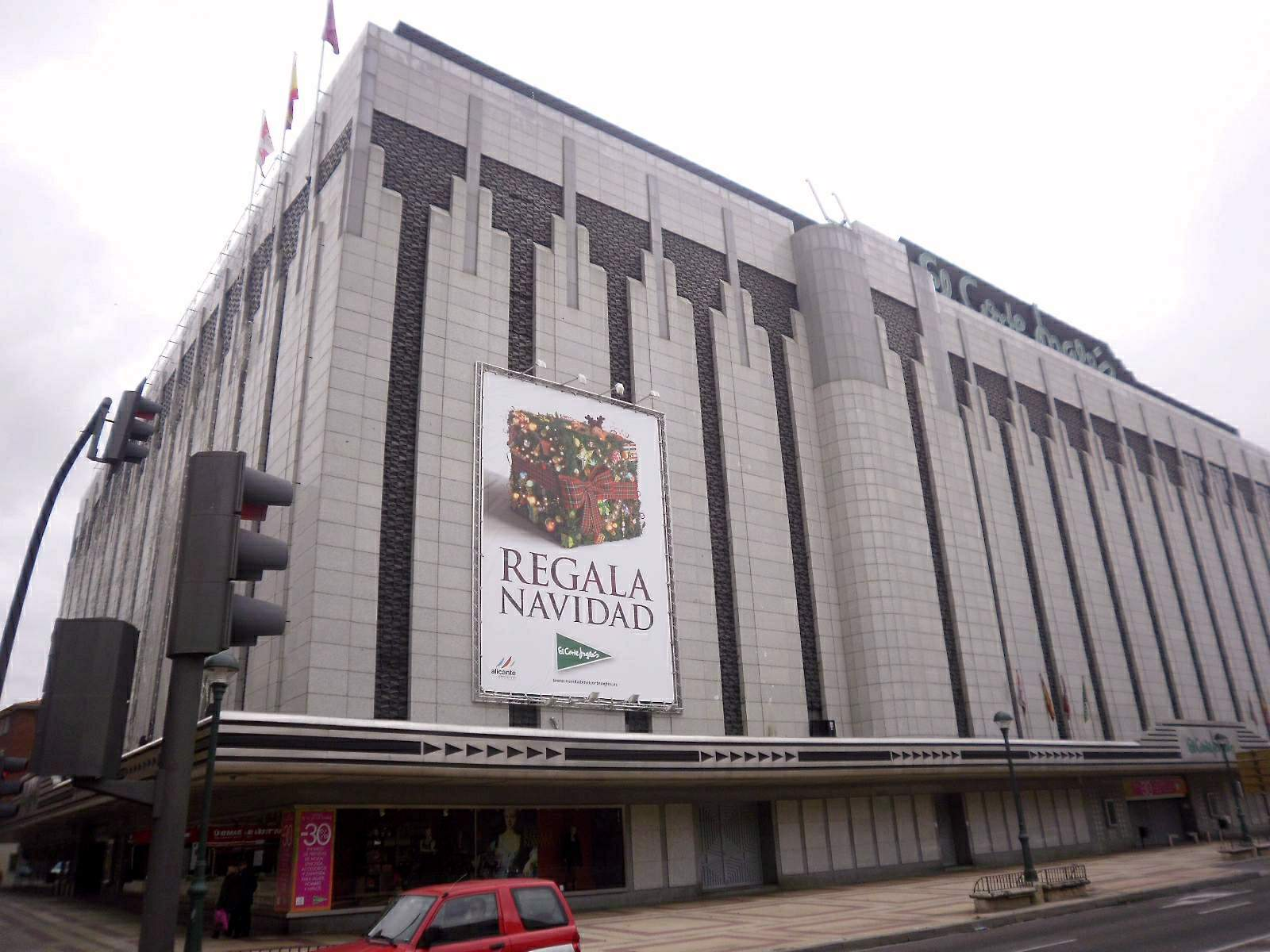
Tienda de El Corte Inglés, en el Paseo Zorrilla.

El sector servicios es el más relevante en la economía vallisoletana en cuanto a puestos de empleo generados.
Valladolid disponía en el año 2006 de un total de 7.183 establecimiento comerciales, de los cuales 1.236 son de comercio al por mayor e intermediarios y el resto, 5.956 establecimientos, se dedican al comercio al por menor. Respecto al año anterior se observa un descenso en el número de establecimientos comerciales excepto en aquellos establecimientos al por menor de productos no alimenticios.
El grupo de supermercados El Árbol tiene su sede en Valladolid.
El número de grandes almacenes e hipermercados en Valladolid es de 6, estando prevista la apertura de otras nuevos grandes centros comerciales en el futuro.
Con respecto al sector turístico, en el año 2006 la ciudad contaba con 58 establecimientos hoteleros.
En 1998 se inauguró el centro comercial Vallsur y en 2012 se inauguró el centro comercial Río Shopping, el más grande de Castilla y León.

## Mercado de trabajo

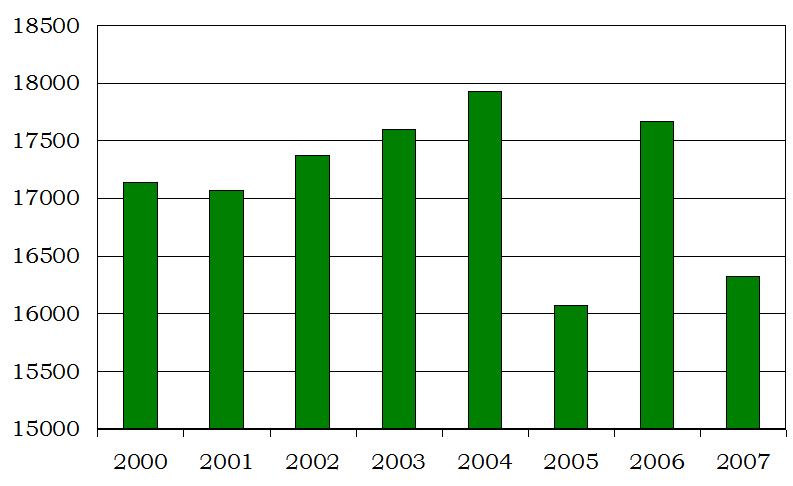
Paro registrado en la ciudad de Valladolid a 31 de mayo.

De los 319.943 habitantes de Valladolid, 225.826 constituyen la población activa, con edades comprendidas entre los 15 y los 64 años. Esto supone que el 70,6% de los habitantes de Valladolid está en edad laboral frente al 70,1% provincial y al 69% nacional.
Del total de la población activa se encuentran afiliados a la Seguridad Social el 63,5%, porcentaje superior a la media provincial (56,9%) y nacional (59,5%), a fecha de 31 de marzo de 2006.
En cuanto al paro registrado a 31 de marzo de 2007, Valladolid cuenta con un total de 16.327 parados, lo que supone una tasa de desempleo del 7,2%. La media vallisoletana es notablemente superior a la media de la provincia de Valladolid y la media nacional, que se sitúan en el 6,7% (24.463 parados) y el 6,7% (2.052.412 de desempleados) respectivamente. Por edades y sexo, la mayor tasa de desempleo afecta a mujeres con edades comprendidas entre los 25 y los 45 años y a las mayores de 45.
Por sectores productivos, el mayor número de desempleados se encuentra en el sector servicios, a continuación se sitúan la industria y la construcción, mientras que el sector primario es el que menos paro registra.